# روجر كولز
روجر كولز هو سياسي كندي، ولد في 19 سبتمبر 1958، وتوفي في 28 يونيو 2013 في كندا. حزبياً، نشط في الحزب الليبرالي في يوكون ‏. وقد انتخب عضو الجمعية التشريعية في يوكون ‏.